# Diofantova m-torka
U matematici diofantova m-torka je skup m različitih prirodnih brojeva takvih da je umnožak svakih dvaju, uvećan za 1, potpuni kvadrat. Na primjer, brojevi 1, 3, 8, 120 čine diofantsku četvorku (tu je m=4) jer je 
{\displaystyle {\begin{array}{rcl}1\cdot 3+1&=&2^{2}\\1\cdot 8+1&=&3^{2}\\1\cdot 120+1&=&11^{2}\\3\cdot 8+1&=&5^{2}\\3\cdot 120+1&=&19^{2}\\8\cdot 120+1&=&31^{2}\end{array}}}
Ova četvorka bila je poznata Fermatu. Koji god prirodni broj dodali (različit od ovih četiriju), dobiveni skup od pet brojeva ne čini diofantsku petorku. To je dokazano tek u drugoj polovici 20. stoljeća, koristeći složene matematičke metode i uz pomoć kompjutora.  Krajem 2015. godine nije bila poznata nijedna diofantska petorka. To je jedan od problema koje je Michel Waldschmidt uvrstio među važne neriješene diofantske probleme. Znade se da diofantskih petorka ima najviše konačno mnogo i da ne postoji nijedna Diofantova šestorka. Ako se dopuste racionalni, a ne samo prirodni brojevi, m-torka se naziva racionalnom. Poznato je da postoji beskonačno mnogo racionalnih diofantskih šestorka, ali se ne zna ima li ijedna racionalna Diofantova sedmorka.
Naziv je nastao prema starogrčkom matematičaru Diofantu koji je prvi razmatrao četvorke brojeva s gornjim svojstvom (istina, njegov primjer takve četvorke čine racionalni brojevi, a ne prirodni). 